# Evangelische Kirche Wiedweg

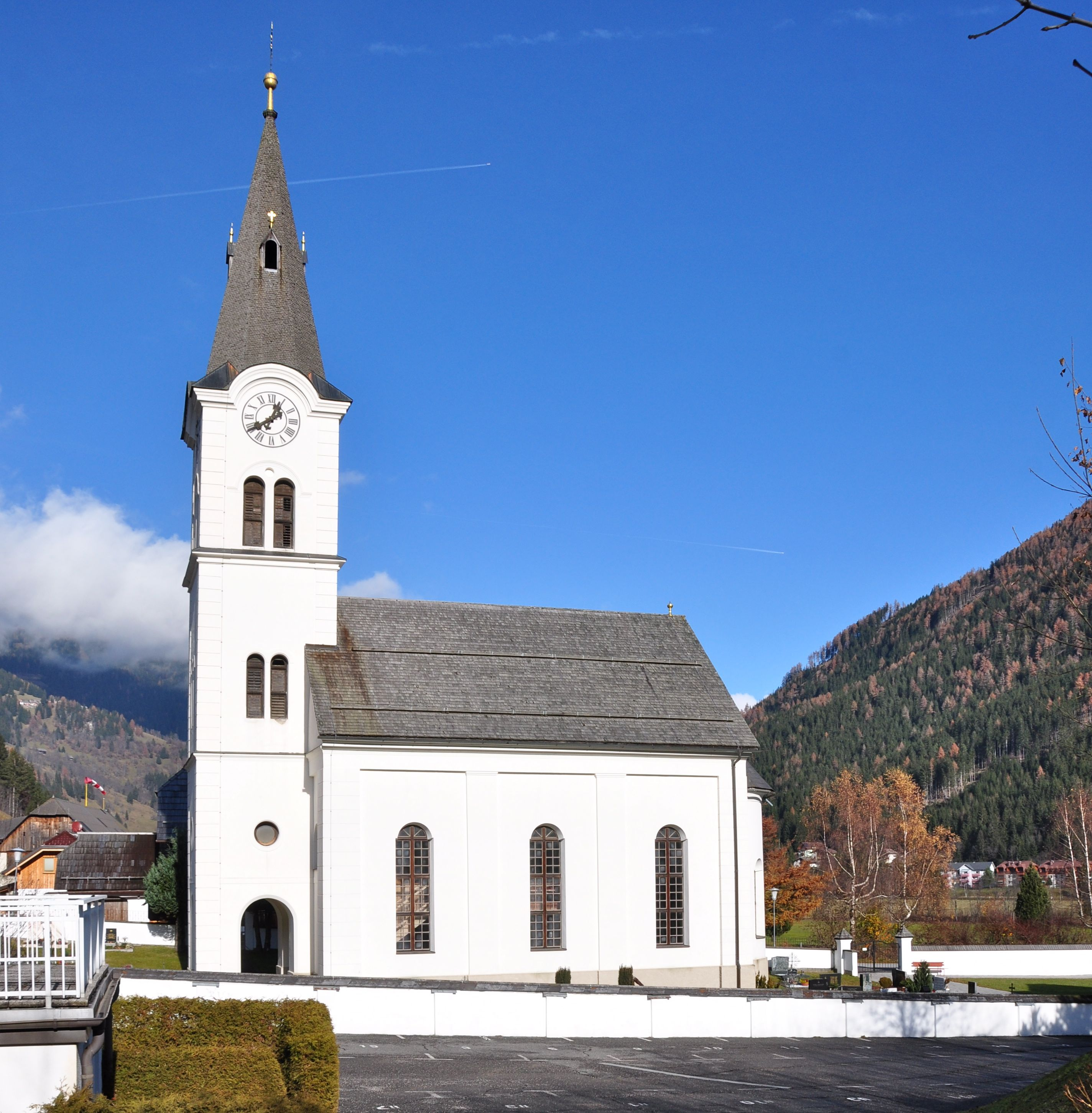
Kirchengebäude in Wiedweg

Die Evangelische Kirche Wiedweg ist die evangelische Pfarrkirche in Wiedweg, einem Ortsteil von Reichenau im Bezirk Feldkirchen in Kärnten.

## Bauwerk
Eine erste Kirche (Toleranzbethaus) wurde 1787 erwähnt. Das heutige Gebäude stammt aus dem Jahr 1844 von Baumeister Simon Pirker aus Villach. In der Zeit nach Erlass des Protestantenpatents wurde 1868 eine Orgel und 1898 ein Turm errichtet. Das Turmerdgeschoß bildet mit seinen drei Arkadenöffnungen die Vorhalle für den westlichen Haupteingang. Das Langhaus ist durch Pilaster dreijochig gegliedert, die eine Flachtonne tragen. Den Altar schuf der Tischler Josef Wiedweger aus Unterzirkitzen im Stil eines Bauern-Rokoko.
Die Kirche und Friedhof stehen unter Denkmalschutz (Listeneintrag).

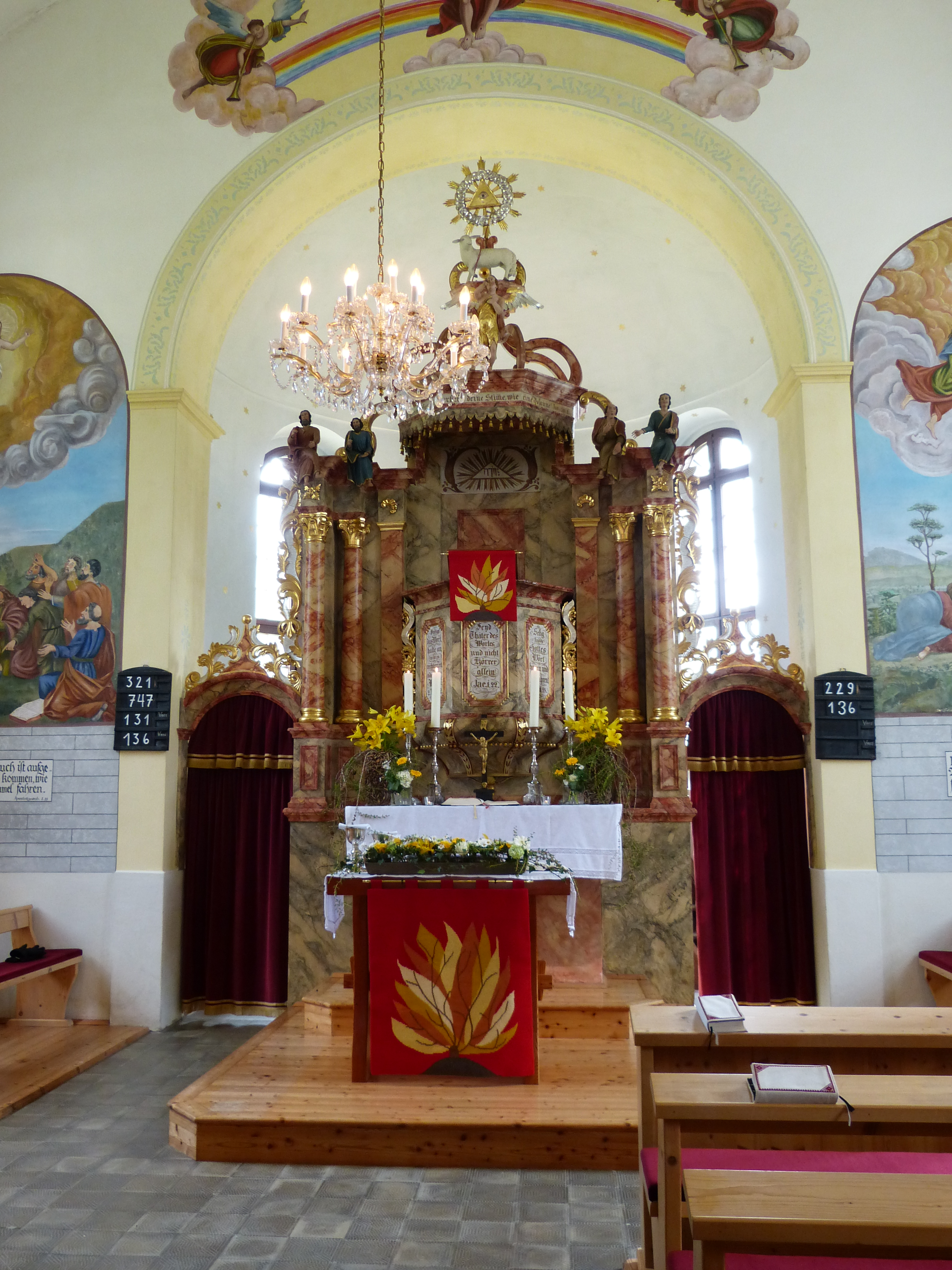
Kanzelaltar

## Pfarre

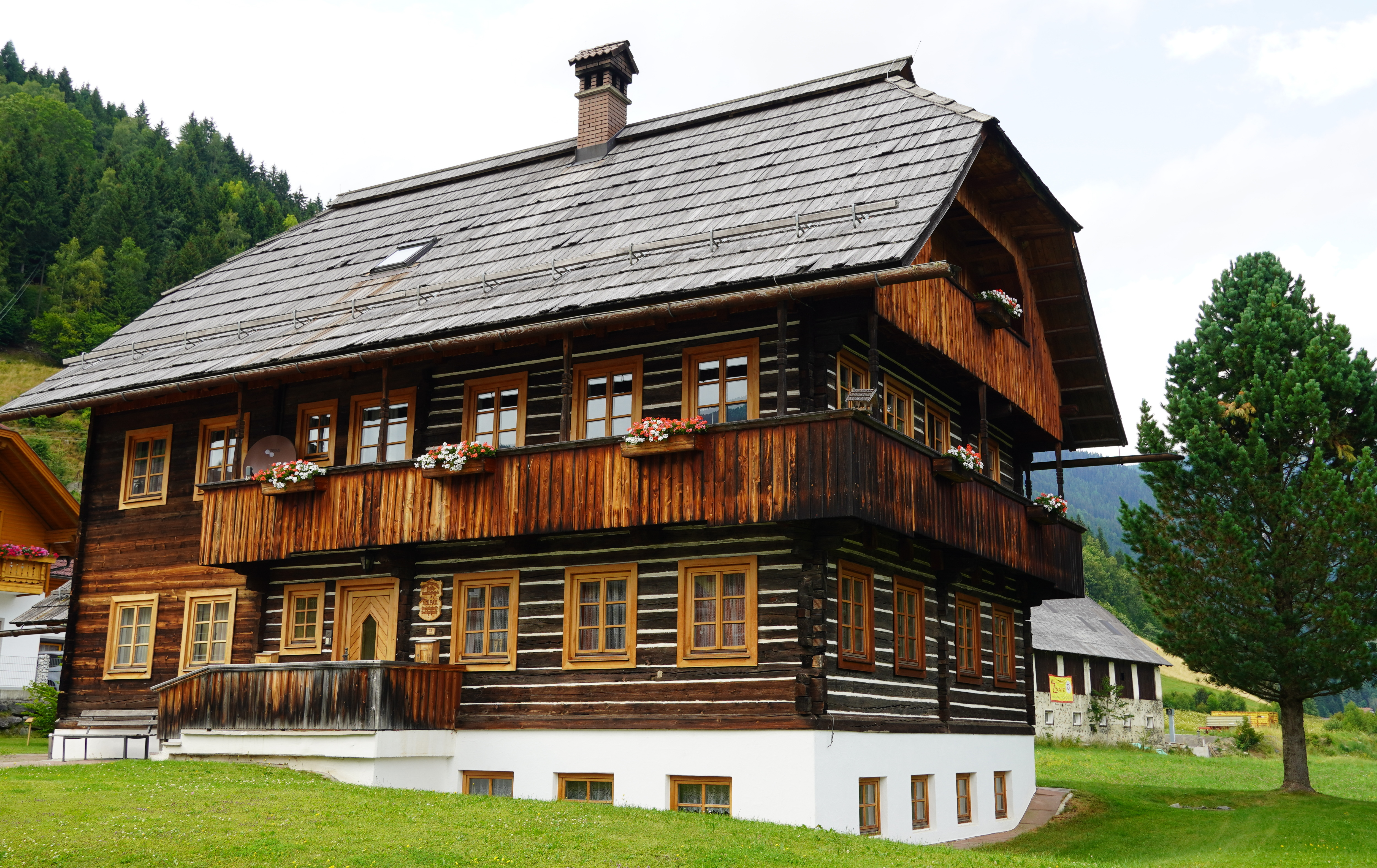
Pfarrhaus

Die Pfarrgemeinde Wiedweg, 1954 zur Pfarre erhoben wurde 2011 mit der Kleinkirchheimer Pfarre zur Evangelische Pfarrgemeinde A. B. Wiedweg-Bad Kleinkirchheim vereinigt. Sie liegt in der Superintendentur Kärnten und Osttirol der Evangelischen Kirche A.B. in Österreich.
Neben dem Wiedweger Kirchengebäude gehört seither auch die Evangelische Kirche Bad Kleinkirchheim zur Pfarrgemeinde.